# Gare de Mutzig
La gare de Mutzig est une gare ferroviaire française de la ligne de Strasbourg-Ville à Saint-Dié, située sur le territoire de la commune de Mutzig, dans la collectivité européenne d'Alsace, en région Grand Est.
Elle est mise en service en 1864 par la Compagnie des chemins de fer de l'Est.
C'est une gare voyageurs de la Société nationale des chemins de fer français (SNCF), du réseau TER Grand Est, desservie par des trains express régionaux.

## Situation ferroviaire
Établie à 190 mètres d'altitude, la gare de Mutzig est située au point kilométrique (PK) 21,857 de la ligne de Strasbourg-Ville à Saint-Dié, entre les gares de Molsheim et de Gresswiller.
Avant la gare, au PK 20,524, un saut-de-mouton permet le retour à une circulation des trains à gauche.

## Histoire
La station de Mutzig est mise en service le 15 décembre 1864 par la Compagnie des chemins de fer de l'Est, lorsqu'elle ouvre à l'exploitation un embranchement de la ligne à voie unique, de Strasbourg à Barr, section du chemin de fer de « Strasbourg à Barr, à Mutzig et à Wasselonne ».
En 1871, la gare entre dans le réseau de la Direction générale impériale des chemins de fer d'Alsace-Lorraine (EL) à la suite de la défaite française lors de la guerre franco-allemande de 1870 (et le traité de Francfort qui s'ensuivit).
La ligne est prolongée jusqu'à Rothau le 15 octobre 1877.
Le bâtiment voyageurs actuel est construit en 1902 par la Direction générale impériale des chemins de fer d'Alsace-Lorraine.
Le 19 juin 1919, la gare entre dans le réseau de l'Administration des chemins de fer d'Alsace et de Lorraine (AL), à la suite de la victoire française lors de la Première Guerre mondiale. Puis, le 1er janvier 1938, cette administration d'État forme avec les autres grandes compagnies la SNCF, qui devient concessionnaire des installations ferroviaires de Mutzig. Cependant, après l'annexion allemande de l'Alsace-Lorraine, c'est la Deutsche Reichsbahn qui gère la gare pendant la Seconde Guerre mondiale, du 1er juillet 1940 jusqu'à la Libération (en 1944 – 1945).
En 2014, c'est une gare voyageurs d'intérêt régional (catégorie B : la fréquentation est supérieure ou égale à 100 000 voyageurs par an de 2010 à 2011), qui dispose de deux quais (un central et un latéral), un abri et une passerelle. La même année, la SNCF estime la fréquentation de la gare à 241 417 voyageurs.

## Fréquentation
| Année                      | 2015    | 2016    | 2017    | 2018    | 2019    | 2020    | 2021    | 2022    | 2023    | 2024    |
| -------------------------- | ------- | ------- | ------- | ------- | ------- | ------- | ------- | ------- | ------- | ------- |
| Voyageurs                  | 239 957 | 244 897 | 258 725 | 244 130 | 254 037 | 195 671 | 215 725 | 244 603 | 248 085 | 262 879 |
| Voyageurs et non voyageurs | 299 946 | 306 121 | 323 407 | 305 163 | 317 546 | 244 589 | 269 656 | 305 754 | 310 107 | 328 598 |

## Service des voyageurs

### Accueil
Halte SNCF, c'est un point d'arrêt non géré (PANG) à accès libre. Son bâtiment voyageurs est fermé au public. Un commerce occupe l'ancienne halle à marchandises. Elle est équipée d'automates pour l'achat de titres de transport.
Une passerelle permet la traversée des voies et le passage d'un quai à l'autre.

### Desserte
Mutzig est une halte voyageurs du réseau TER Grand Est, desservie par des trains express régionaux de la relation : Strasbourg-Ville - Saales - Saint-Dié-des-Vosges (ligne 08).

### Intermodalité
Un parc pour les vélos et un parking pour les véhicules y sont aménagés.

## Patrimoine ferroviaire

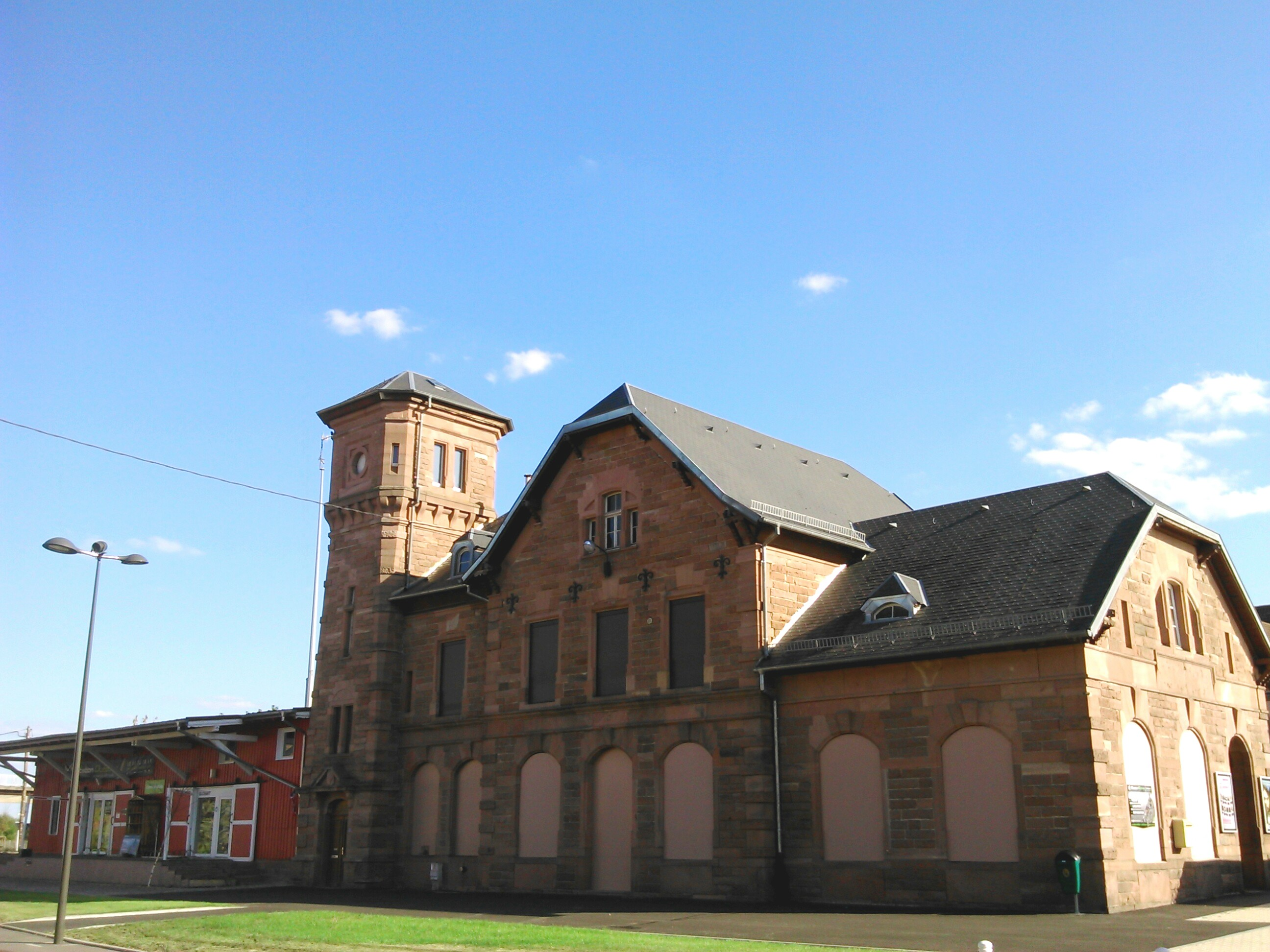
Le bâtiment voyageurs de 1902 et sa halle à marchandises.

Le premier bâtiment voyageurs, situé là où se trouve l'actuel parking, a connu plusieurs agrandissements. Une carte postale réalisée après 1871 montre un bâtiment de trois travées avec sur sa gauche une avancée d'une travée avec une baie double à l'étage et un pignon transversal ; une extension du rez-de-chaussée a été réalisée en brique et en pans de bois. Des photographies prises après 1902 montrent que l'ancien bâtiment, encore présent, a été gratifié d'une seconde avancée haute et étroite se terminant par un pignon transversal.
Construit en pierre de taille dans un style typique de la Direction des chemins de fer d'Alsace-Lorraine (EL), le second bâtiment s'articule autour d'un volume de cinq travées, dont trois surmontées par un haut pignon transversal avec, à sa gauche une aile basse de deux travées se terminant par une demi-croupe et à sa droite la tour-horloge, dont le toit était originellement plus haut et plus pentu. Directement accolée au bâtiment, la halle est réalisée en bois ; un réparateur de vélos y est installé.